# Don Boven
Donald E. Boven (Kalamazoo, 6 maart 1925 - aldaar, 10 maart 2011) was een Amerikaans basketbalspeler en -trainer. Met een lichaamslengte van 1,93 m en een gewicht van 95 kg speelde hij het merendeel van zijn sportloopbaan als small forward.

## Carrière

### Collegebasketbal
Na zijn middelbare school melde hij zich aan in het leger en werd als onderdeel van het 3e Leger ingezet in D-Day en later veldslagen in Europa. Na de oorlog ging Boven spelen en studeren voor de Western Michigan University (Western Michigan Broncos) van 1946 tot 1949 als GI-beurs student. Hij behaalde toen een record aantal punten in zijn collegecarrière. Als junior werd Boven verkozen in het tweede All-American-team en in 1949 als senior All-Americanspeler voor het eerste team.

### Spelerscarrière

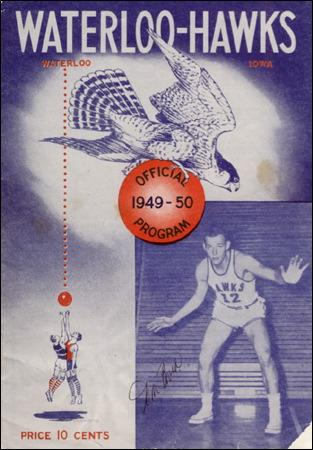
Don Boven is te zien op de flap (rechtsonder) van het Waterloo Hawks-programma 1949-1950

Boven kreeg de kans om American football te spelen voor de Detroit Lions en honkbal voor de Chicago Cubs maar hij wilde basketbal spelen. Hij werd in de zesde ronde van de BAA Draft gekozen door de Indianapolis Olympians maar startte zijn carrière bij de Waterloo Hawks. De ploeg werd vijfde in de NBA Western Division, met een score van 19-43. Boven scoorde gemiddeld tien punten en twee assists per wedstrijd, en behoorde in de competitie tot de top twintig; hij scoorde uit 37% van zijn schoten. Het daaropvolgende seizoen stapte zijn ploeg over naar de National Professional Basketball League, dat slechts dat ene seizoen bestond. Hij eindigde met 781 punten geheel aan de top van die competitie. Boven werd tevens benoemd tot All-Star. In de loop van het jaar ging meer dan de helft van de ploegen die in de bond meespeelden, ten onder; een kampioenswedstrijd werd ook niet gespeeld. Zowel de Hawks (Bovens ploeg dus) als de Sheboygan Redskins maakten aanspraak op het kampioenschap, maar voordat dat dispuut kon worden beslecht werd de competitie opgeheven. Waterloo had aan het eind van het seizoen de meeste wedstrijden gewonnen, maar Sheboygan had de Hawks in acht van hun vijftien krachtmetingen verslagen.
Toen de Waterloo-ploeg tegelijk met de NPBL ophield te bestaan, ging Boven voor één seizoen een contract aan met de Milwaukee Hawks. De ploeg werd vijfde in de afdeling West van de NBA, en Bovens prestaties waren vergelijkbaar met die uit zijn eerste NBA-jaar. Het seizoen leverde een onvergankelijke prestatie op: Boven bezette een gedeelde derde plaats voor op twee na de meeste persoonlijke fouten in de NBA (na George Mikan en Vern Mikkelsen). Een ander record bestond erin dat hij door fouten dat seizoen uit zes opeenvolgende matches er vijf van het veld werd gestuurd. Dit record staat nog steeds (2016) op zijn naam, hoewel het in 1982 bijna werd verbeterd en in 2007 door Shaquille O'Neal werd geëvenaard. 
In het seizoen 1952/53 speelde hij eerst voor de Milwaukee Hawks en werd in januari geruild naar de Baltimore Bullets samen met Pete Darcey en George McLeod voor Stan Miasek en Dave Minor. In februari 1953 werd hij samen met Fred Scolari alweer geruild ditmaal naar de Fort Wayne Pistons voor Jack Kerris en Ralph O'Brien. Wel waren zijn prestaties iets minder dan in de seizoenen daarvoor, maar toch bereikten de Pistons de playoffs; ze waren geëindigd met een score van 36-33. Boven en de Pistons speelden in de halve finale van de afdeling West en versloegen de Rochester Royals met twee wedstrijden tegen een. De Pistons verloren daarop van George Mikan en van de uiteindelijke NBA-kampioen, de Minneapolis Lakers in de halve finale. Het was Bovens laatste seizoen bij de NBA; hij eindigde zijn profcarrière met de volgende gemiddelden: 10,2 punten, 2,0 assists en 4,2 rebounds per wedstrijd.

### Coachcarrière
Na zijn profloopbaan werd Boven in 1953 assistent-coach aan zijn oude universiteit. In 1958 werd hij benoemd tot hoofdcoach. Het eerste jaar verliep niet erg gunstig; de Broncos behaalden 2-20. In 1959/60 beleefde Boven zijn eerste winnende seizoen (12-11); het tweede volgde in 1961-62, met een score van 13-11. Hij was tot 1966 hoofdcoach van Western Michigan, en rondde zijn loopbaan als coach af met een score van 75-112. Nog in 2004 speelde hij een seniorenwedstrijd (reunion game) voor de Waterloo Hawks. Ook is hij lid van de bond van voormalige spelers (de National Basketball Retired Players Association).

## Privéleven
Bovens ouders, Thomas Boven en Jessie Knapper, kregen vier zoons, waarvan Don de tweede is. Thomas en Jessie waren Nederlandse emigranten, afkomstig uit Groningen.  Boven doorliep de middelbare school in Kalamazoo (de Kalamazoo Central High School), en behaalde zijn diploma in 1943. Toen hij zijn basketbalcarrière had beëindigd, trad hij op 25 april 1953 in het huwelijk met Charlotte Kniese; het paar kreeg drie kinderen.

## Statistieken

### Reguliere seizoen
| Seizoen  | Team               | WG  | MPW  | 2P%  | FW%  | RPW | APW | PPW  |
| -------- | ------------------ | --- | ---- | ---- | ---- | --- | --- | ---- |
| 1949/50  | Waterloo Hawks     | 62  | –    | 37,3 | 68,8 | –   | 2,2 | 10,6 |
| 1951/52  | Milwaukee Hawks    | 66* | 30,0 | 29,9 | 73,1 | 5,1 | 2,7 | 9,9  |
| 1952/53  | Milwaukee Hawks    | 27  | 24,7 | 39,7 | 62,6 | 3,6 | 1,3 | 8,9  |
| 1952/53  | Baltimore Bullets  | 23  | 14,3 | 30,9 | 78,0 | 2,7 | 1,0 | 4,6  |
| 1952/53  | Fort Wayne Pistons | 17  | 22,2 | 32,4 | 74,4 | 3,4 | 1,2 | 6,1  |
| Carrière | Carrière           | 195 | 25,2 | 33,9 | 70,6 | 4,2 | 2,0 | 9,0  |

### Play-offs
| Seizoen  | Team               | WG | MPW  | 2P%  | FW%  | RPW | APW | PPW |
| -------- | ------------------ | -- | ---- | ---- | ---- | --- | --- | --- |
| 1952/53  | Fort Wayne Pistons | 8  | 13,9 | 25,0 | 56,3 | 2,0 | 0,3 | 2,9 |
| Carrière | Carrière           | 8  | 13,9 | 25,0 | 56,3 | 2,0 | 0,3 | 2,9 |